# الکساندر بوگومازوف
الکساندر بوگومازوف (روسی: Александр Константинович Богомазов؛ March 26 (14), 1880 – ۳ ژوئن ۱۹۳۰ (age 50)) نقاش اهل امپراتوری روسیه بود.